# Central Tejo

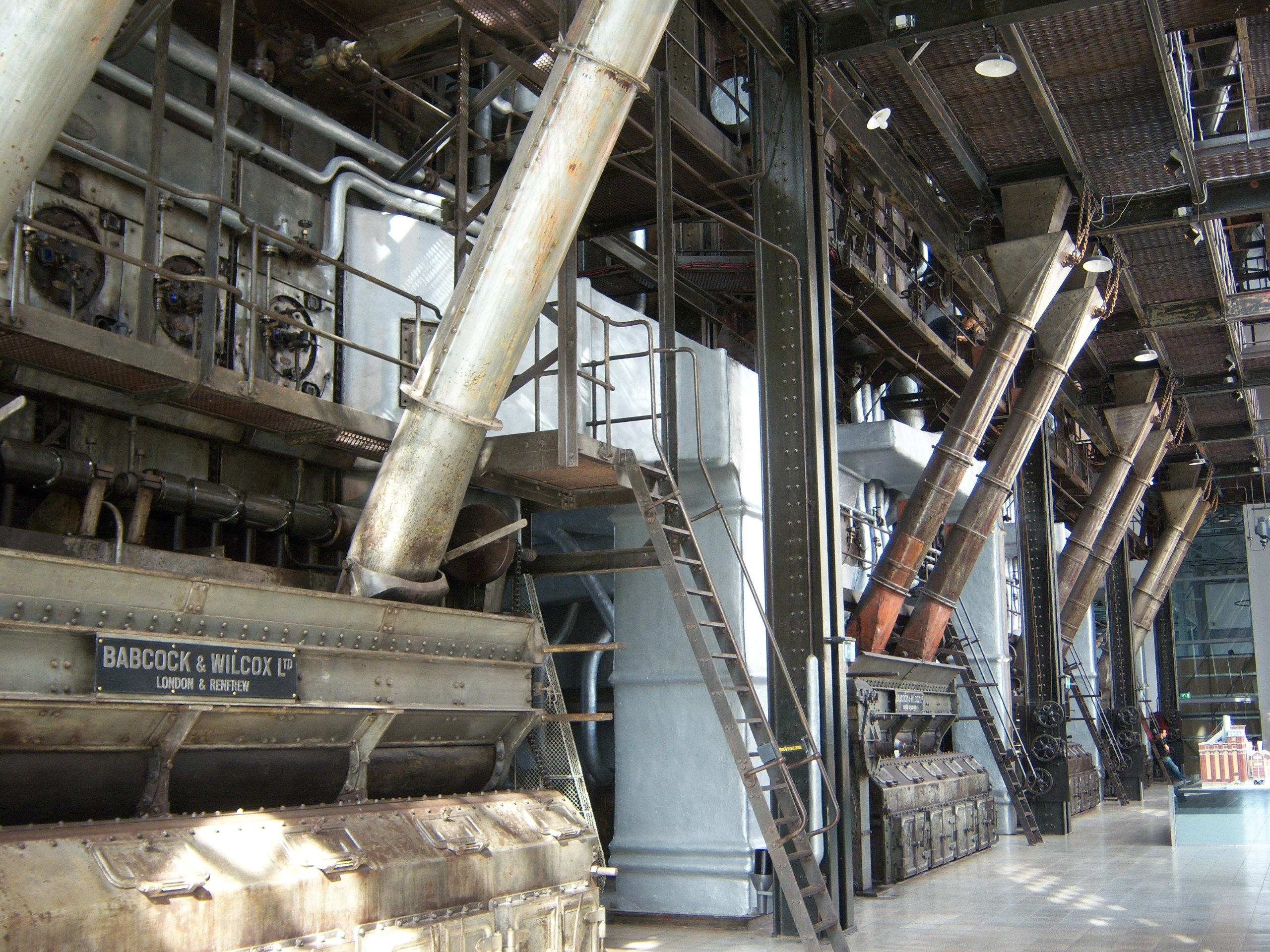
Kesselraum

Das ehemalige Kohlekraftwerk Central Tejo der Vereinten Gas- und Elektrizitätsgesellschaft “ Companhias Reunidas de Gás e Electricidade (CRGE)” versorgte die portugiesische Hauptstadt Lissabon sowie die nähere Umgebung mit Strom. Erbaut im Stadtteil Belém, war es von 1909 bis 1972 in Betrieb, ab 1951 jedoch nur noch als Ersatzstromzentrale. Über die Jahre wurde es mehrmals umgebaut und durch Anbauten erweitert, sodass man verschiedene Konstruktions- und Produktionsetappen unterscheiden kann.
Das ursprüngliche Kraftwerk „Central Tejo“ von 1909 produzierte bis 1921. Von diesem Bauwerk ist heute nichts mehr zu sehen. 1914 begann der Bau der Fabrikhallen für die Niederdruckdampfkessel und den Maschinensaal, an die später noch mehrere Male angebaut wurde. Im Jahre 1941 schließlich wurde für die Installation der Hochdruckdampfkessel mit dem größten Gebäude dieser Industrieanlage begonnen und 1951 für einen zusätzlichen Dampfkessel weiter vergrößert.
Obgleich es 1972 zum letzten Mal lief, war die offizielle Schließung erst 1975. Zurück blieb ein Industriedenkmal von großer Bedeutung. Es wurde 1986 zum Kulturerbe öffentlichen Interesses erklärt. Seit 1990 kann man das Dampfkraftwerk „Central Tejo“ in seiner Neuauslegung als Elektrizitätsmuseum besichtigen.

## Geschichte
Wie die meisten europäischen Metropolen am Ende des 19. Jahrhunderts entwickelte sich die Stadt Lissabon rasch, dehnte sich aus und mit dem Fortschritt stieg stetig auch der Bedarf an Elektrizität: es begann damit, dass man die Gaslaternen durch elektrische Straßenbeleuchtung ersetzte, während man in der Industrie allmählich den Vorteil der Elektromotoren erkannte und in den betuchteren Haushalten dann die Ära des privaten Stromkonsums begann.
Damals gab es in der portugiesischen Hauptstadt zwei Stromkraftwerke: Central da Avenida (1889) und Central da Boavista (1903). Die jeweiligen Bezeichnungen deuteten auf ihre Standorte innerhalb der Stadt hin; demnach hieß das Dampfkraftwerk „Central Tejo“ anfangs Central da Junqueira, weil es zum Stadtteil Junqueira gehörte. Dieser Name geriet mit der Zeit jedoch in Vergessenheit, und nach seiner Fertigstellung wurde es offiziell nach dem Fluss benannt, der es prägt und an dessen Ufer es grenzt – Central Tejo.

### Die alte „Central Tejo“
Die kleinen Stromwerke (Avenida und Boavista) konnten der wachsenden Nachfrage nicht mehr genügen. Überdies befanden sie sich inmitten dicht bebauter Wohngegenden, deren Lebensqualität sie durch die Belastung der Umwelt stark beeinträchtigten. Außerdem verfügten sie über keinerlei Expansionsmöglichkeiten für die notwendigen Erweiterungen, die in absehbarer Zeit erforderlich sein würden, um den Anforderungen der neuen Elektrizitätsindustrie entsprechen zu können.
Die Gesellschaft, die für die Stadt Lissabon das Produktions- und Vertriebsrecht der elektrischen Energie besaß, Companhias Reunidas de Gás e Electricidade (CRGE) (Vereinigte Strom- und Gaswerke), plante deshalb, Anfang 1908, den Bau eines neuen Dampfkraftwerks. Im Konzessionsantrag ersuchten sie um die Genehmigung, eine „neue Station zur Energiegewinnung“ auf einem Industriegelände im westlichen Teil der Stadt zwischen dem Arsenal der Marine und dem Strand von Pedrouços zu errichten.
Der gewählte Bauplatz befand sich genau auf halbem Wege zwischen der Residenz des Präsidenten „Palácio de Belém“ und der Nationalen Seilerei von Junqueira, die sogenannte „Cordoaria Nacional“, die beide noch heute existieren. So begann im März 1908, nachdem die finanziellen Mittel für die neue thermo-elektrische Zentrale beschafft waren, der Bau jener Fabrik, die Lissabon und seine direkte Umgebung für mehr als vier Jahrzehnte mit Strom beliefern sollte.
Verantwortlich für die endgültige technische Planung zeichnete der Ingenieur Lucien Neu, der die vorhandene Fläche maximal nutzte, indem er die Turbinen in der Mitte und die Dampfkessel jeweils auf den Seiten anordnete. Das Projekt wurde mehrere Male geändert, weshalb sich die Bauarbeiten auch länger als vorgesehen hinzogen. Die beauftragte Baufirma war das Unternehmen Vieillard & Touzet, die dort zirka 50 Arbeiter beschäftigte.
Die formelle Einweihung des Elektrizitätswerks „Central Tejo“ war im Sommer 1909, obwohl bis Ende 1910 noch viele wichtige Änderungen vorgenommen wurden, wie der Einsatz neuer Maschinensätze oder die Vergrößerung des Kesselsaals, was die Errichtung eines neuen, 36 Meter hohen, trichterförmigen Kamin erforderlich machte.
Im Streben nach stetiger Steigerung der Produktionsquote erwarb das Kraftwerk Central da Junqueira in der Zeit seit seiner Inbetriebnahme bis 1912 immer wieder neue Maschinerie. Es begann 1908 mit zwei Wechselstromerzeugern, die noch von der Central Boavista stammten, mit je 1 MW Kapazität, und sechs Dampfkesseln der Marke Delaunay-Belleville. Im Zuge der Erweiterung 1910 und der Installation von drei neuen Turbogeneratoren Brown Boveri & Cª konnte die Gesamtpotenz auf 7,75 MW erhöht werden. Zu den anfangs vier Kesseln, kamen später noch fünf mit höherer Dampferzeugung hinzu. Nachdem 1912 alle Anlagen in Betrieb waren, bestand der Maschinenpark der ehemaligen „Central Tejo“ aus fünfzehn kleinen Kesseln Belleville und fünf Drehstromaggregaten, welche das Stromnetz der Stadt Lissabon speisten.
Von seiner Außengestaltung her war das Bauwerk, in dem sich diese riesige Anlage befand, charakteristisch für die Architektur kleiner Stromkraftwerke Ende des 19. Jahrhunderts, damals auch „Elektrizitätsfabriken“ genannt. Der Grundriss entsprach einem länglichen, zweihängig überdachten Hauptgebäude mit drei an der Westseite angrenzenden Querhallen; wie „Wächter“ überragten dazwischen zwei schlanke Kamine den Fabrikkomplex. An der jeweiligen Nord – Südfront die Firmenbezeichnung: 1909 / Cªs Reunidas Gás e Electricidade / Estação Eléctrica Central Tejo („1909 / Vereinte Gas- u. Elektrizitätswerke / Stromstation Central Tejo“).
Diese erste „Central Tejo“ war für eine Betriebsdauer von sechs Jahren ausgelegt (1908–1914), bis die CRGE das nötige Kapital für den Bau einer größeren Zentrale mit mehr Kapazität aufbringen konnten. Der Ausbruch des Ersten Weltkrieges verzögerte dies jedoch, und die „Central Tejo“ produzierte in dieser ursprünglichen Form bis 1921. Die Stromerzeugung und -verteilung erfolgte unter immer prekäreren Bedingungen, zumal die Verwendung von minderwertigen Brennstoffen unter anderem ständige Störungen der Dampfkessel zur Folge hatte und beachtliche Rückschläge in Bezug auf die Wachstums- und Entwicklungsrate der Elektrizitätsverteilung der Stadt verursachte. Trotz dieser Schwierigkeiten wurden die Bauarbeiten an den Niederdruckkesseln fortgeführt und Ende 1916 begann die Zentrale mit dem Dampf der ersten beiden Niederdruckkessel zu produzieren. Diese waren im Neubau untergebracht, der, wenngleich noch unvollendet, die Voraussetzungen bot, die Speisung der bestehenden Maschinensätze zu steigern.
Nachdem das Gebäude für die Niederdruckproduktion 1921 bezugsfertig und voll betriebsfähig war, wurde die alte „Central Tejo“ stillgelegt, demontiert und dort verschiedene Lagerräume und Werkstätten eingerichtet. Einige Jahre später, 1938, mussten die Hallen dieser „Ur-Zentrale“ dem Neubau für die Hochdruckkessel weichen und wurden komplett abgerissen.

### Die neue Central Tejo
Aufgrund des schlechten Zustandes, in dem sich die alte „Central Tejo“ befand, und um dem wachsenden Bedarf an Elektrizität nachkommen zu können, begann man 1914, neue Gebäude zu errichten und effizientere Maschinen einzusetzen. Diese Entwicklungs- und Modernisierungsphase endete erst mit der Inbetriebnahme des 15. und letzten Dampfkessels 1951.
Generell kann man zwei Hauptbauabschnitte feststellen:
- In der ersten Phase, zwischen 1914 und 1930, wurde die Niederdruckanlage konstruiert, die Hallen für die Niederdruckdampfkessel und der Maschinenraum erweitert.
- Die zweite entspricht dem Zeitraum zwischen 1938 und 1951, der Installation der Hochdruckproduktion. Danach blieb der Gebäudekomplex in seiner Struktur bis heute unverändert, wobei sich die Hochdruckdampfkesselhalle von der restlichen Anlage abhebt.

#### Niederdruck
Mit dem Bau der Anlage für die Niederdruckdampfkessel und dem neuen Maschinensaal beginnt die „Central Tejo“ sich betriebsmäßig, aber auch architektonisch zu konsolidieren, mit der Verwendung von Backstein für die Frontfassaden des gesamten Industriekomplexes.
Auch die Niederdruckperiode lässt sich wiederum in drei unterschiedliche Bauphasen unterteilen:
- Die erste, von 1914 bis 1921, entspricht der Errichtung des Dampfkesselgebäudes, des Kohlefördersystems und  des Maschinensaals.
- Während der zweiten Phase, zwischen 1924 und 1928, ist der Anbau einer Fabrikhalle zur Installation neuer Dampfkessel und zusätzlicher Kohleförderbänder, ein neuer Turbosatz, sowie der Kai für die Kühlwasserversorgung einschließlich Rinnensystem hervorzuheben.
- Im dritten Bauabschnitt schließlich, zwischen 1928 und 1930, wurden die Maschinenhalle und der Dampfkesselsaal zum letzten Mal für die größeren Feuerungsanlagen erweitert.

##### Erste Phase (1914–1921)
1914 begann der Bau für die Niederdruckanlage und -maschinen. Das Projekt bestand aus mehreren Gebäudeteilen: zwei länglichen, doppelhängig gedeckten Hallen für je sechs Niederdruckdampfkessel der Firma Babcock & Wilcox; einem Maschinensaal, ausgelegt für zwei deutsche 8 MV Turbowechselstromerzeuger von AEG; einer Leitwarte und einem kleinen Unterwerk. Die Konstruktion wird in Nord-Süd-Richtung und von Osten nach Westen hin begonnen; nach Süden plante man von Anfang an einen späteren Ausbau bis hin zum Fluss „Tejo“.
Kurz nach Baubeginn brach der Erste Weltkrieg aus, was Fristverzögerungen und Lieferprobleme für die in Deutschland bestellten Turbogenerator bedeutete. Diese sollten erst nach Kriegsende eintreffen. Trotzdem wurden 1916 die ersten beiden Niederdruckdampfkessel (im Plan mit der Nummer 5 und 6 gekennzeichnet) installiert, um die Generatoren der alten Zentrale zu betreiben.
In den beiden darauffolgenden Jahren wurden zwei weitere neue Dampfkessel montiert (Nummer 3 und 4), die, zusammen mit dem 5 und 6, die Kapazität der alten Generatoren der primitiven „Central Tejo“ überschritten. Die „CRGE“ musste einsehen, dass der Erwerb eines zusätzlichen Turbogenerators unumgänglich war als Ersatz für jenen, der schon vor Jahren in Deutschland bestellt, jedoch weiterhin nicht geliefert werden konnte. Daher richtete man im Maschinensaal eine Abteilung für einen weiteren Turbogenerator ein. Schließlich nahm 1919 ein neuer Maschinensatz der Schweizer Marke Escher & Wyss mit einer Kapazität von 7500 kW seinen Betrieb auf.
Im Folgejahr wurden die restlichen Dampfkessel installiert (Nummer 1 und 2) und nach Kriegsende kamen endlich die beiden deutschen AEG Maschinen, die bereits 1921 funktionstüchtig waren. Mit der Montage dieser sechs Dampfkessel und drei Generatoraggregaten pendelte sich die Produktionsquote ein und ermöglichte den Abbau des veralteten Maschinenparks der „Central Junqueira“.

##### Zweite Phase (1924–1928)
Mit der Zeit wuchs der Stromkonsum und forderte erneut entscheidende Umbauarbeiten im Werk, den Ausbau und Abschluss des Niederdruckdampfkesseltrakts. Das Erweiterungsprojekt der „CRGE“ sah eine neue Industriehalle vor, um drei neue Niederdruckdampfkessel sowie ein neues Drehstromaggregat installieren zu können.
Demzufolge prüft eine Studie 1922 die Montage der Dampfkessel Nummer 7 und 9. Eine eventuelle Feuerung mit Kohlestaub wird verworfen, nachdem Versuche mit diesem Brennstoff im Dampfkessel 8 keine zufriedenstellende Ergebnisse erbracht hatten. Trotzdem würde Kessel Nummer 11 später mit Kohlestaub beschickt werden.
Der sogenannte „neue Dampfkesselsaal“, erstreckte sich gen Süden, wobei die Frontfassade flusswärts noch unvollendet bleiben sollte, nur provisorisch mit einem Zinkblech abgedeckt, während eine Metallstruktur die Erkerfenster vortäuschte, da man ja noch einen dritten und letzten Anbau an das Niederdruckgebäude plante. Die Dampfkessel 7 und 9 des Hauses Babcock & Wilcox wurden als erstes in dieser neuen Halle aufgestellt, im Jahre 1924 bzw. 1925. Der Dampfkessel 11, von Humboldt, wurde 1928 installiert; da er mit Kohlestaub befeuert wurde, verfügte er über eine eigene Kohlenstaubmühle.
Der Maschinensaal blieb unverändert, aber darin 1925 noch ein Turbogenerator von 8 MW aufgebaut, die Nummer 4 der Marke Stal-Asea. Außerdem wurden die Zuflusskanäle konstruiert, sowie zwei Siphonvorrichtungen am neuen Dock der Kühlwasserversorgung für den Einlass des Flusswassers in das Anlagensystem.

##### Die dritte Phase (1928–1930)
In der dritten Bauphase der ursprünglichen „Central Tejo“ wurden die Fabrikhallen (des Dampfkessel- sowie des Maschinensaals) fertiggestellt. Erst 1928, als der Dampfkessel 11 schon in Montage war, beschloss man aufgrund der langwierigen Aufbauprobleme des Humboldtkessels den Erwerb der letzten zwei Niederdruckkessel 8 und 9 vom bekannten Hersteller Babcock & Wilcox. Diese sind jedoch erst gegen Ende 1930 endgültig betriebsfertig.
Strukturell wurde das äußerliche Erscheinungsbild vom neuen Gebäudetrakt der Fabrikanlage beibehalten, nur größer dimensioniert; dazu wurde die provisorische Zinkblechverkleidung abmontiert, in Richtung Fluss angebaut und mit der definitiven, bis heute bestehenden Fassade versehen.
Wie der Kesselsaal musste auch der Maschinenraum nach Süden hin vergrößert werden, um dort den neuesten und letzten Turbosatz von Escher Wiss/Thompson (der der Reihenfolge nach die Nummer 5 zugeteilt wurde) aufstellen zu können und außerdem im Untergeschoss Platz zu gewinnen für das Entladen der Turbinen, Wechselstromerzeuger und diversem anderen Material. Die höhere Kapazität der Maschinen verlangte gleichzeitig eine Anpassung der Kühlwasserversorgung und deshalb die Konstruktion von zwei neuen Siphons, jeweils eines für den Zu- und Abfluss, mit den bereits vorhandenen also insgesamt vier.
Nach fünfzehn Jahren Bau- und Erweiterungsarbeiten, verfügte die „Central Tejo“, in ihrer Niederdruckphase endlich über drei große, parallel zum Fluss angeordnete Arbeitszonen: Dampfkessel, Maschinen und Unterstation. Der Kesselsaal bestand aus vier großen Fabrikhallen, deren offener Innenraum genügend Platz für elf Niederdruckkessel bot, zehn von Babcock & Wilcox (britische Technologie) und ein deutsches Fabrikat der Marke Humboldt. Im Maschinensaal, ein längliches, innen ebenfalls freiräumiges Gebäude quer zum Kesselsaal, standen fünf Generatorgruppen verschiedener Leistung und unterschiedlicher Herkunft: Escher & Wiss, AEG, Stal-Asea y Escher Wiss/Thompson.

#### Hochdruck
Obwohl man das Werk von 1930 bis 1938 mit Niederdruck betrieben hat, waren mit Hinblick auf eine zukünftige Hochdruckumrüstung schon eine Reihe von Umbauarbeiten unternommen worden, denn dazu brauchte man ein neues Gebäude.
Es sollte genau da errichtet werden, wo sich die ursprüngliche „Central Tejo“ befand. Diese bestand zwar nur noch aus einer Reihe von Werkstätten und Lagerhallen, aber bevor man sie abreißenkonnte, musste eine Alternative für die für den Betrieb unentbehrlichen Hilfsfunktionen gefunden werden. Deshalb kaufte man Gelände und Anlagen der östlich angrenzenden, benachbarten alten Zuckerraffinerie Senna Sugar Estates, Ltd., im Besitz der Companhia de Açúcar de Moçambique.
Seit Beginn des Jahrzehnts hatten die AEG Drehstromaggregate 2 und 3 konstant Störungen und Pannen verursacht. Deshalb wurde 1934 der Erwerb und die Lizenz für zwei Generatoren desselben Herstellers, jedoch mit doppelter Leistung beantragt. Ende des Jahres 1935 konnte der Turbogenerator Nummer 2 aufgestellt und eingeweiht werden; gleichzeitig war die Montage der neuen Spannungswandler fertig, die es der Unterstation der „Central Tejo“ ermöglichten, die gesamte Region Lissabon einschließlich Tagustal bis Santarém zu versorgen. Am Ende des Folgejahres wurde auch der Generator 3 durch einen neuen ersetzt.
Durch die Installation dieser neuen, stärkeren Turbosätze wurde es fast unumgänglich die ersten Hochdruckdampfkessel (Nummer 12, 13 und 14) einzusetzen, um durch mehr Dampfenergie die Leistung der Turbogeneratoren effizient zu nutzen. Die Dampfkessel wurden auch diesmal bei Babcock & Wilcox bestellt. Wegen ihrer Ausmaße musste das größte Gebäude dieses Industriekomplexes gebaut werden, nämlich die Hochdruckkesselhalle.
Demontiert und außer Betrieb, begann 1938 der Abbruch von dem, was von der alten Zentrale übrig geblieben war, um an seiner Stelle diese neue Werksabteilung der „Central Tejo“ aufzustellen. Die Bauverträge wurden an verschiedene Firmen vergeben: Mit dem Mischer und der Erweiterung der Kohleförderanlage wurde die Societé des Pieuz Franki beauftragt, die noch im September des gleichen Jahres begann. Die Metallstruktur und Bauwerk hat das portugiesische Unternehmen Vulcano & Colares übernommen und fing im März 1939 mit der Konstruktion des Kesselgestells und der ersten Strukturelemente an. Erwähnenswert ist bei diesem Gebäude, dass die gesamte Struktur aus Eisen besteht, während für die Verkleidung der Außenfassaden Ziegelstein verwendet wird, genau wie bei der Niederdruckhalle. Der Unterschied besteht lediglich in der Ausschmückung, die hier, im Gegensatz zum übrigen Komplex, eine markant klassische Tendenz höfischer Renaissance aufweist.
Zeitgleich mit der Konstruktion des Hochdrucktrakts arbeitete man an einem anderen neuen, aber wesentlich kleineren Gebäude für die Niederdruckhilfsanlagen, wie z. B. die Filter- und Wasseraufbereitungsmaschinen. Durch diesen Nebenbau sollte Platz im Kesselsaal geschaffen werden, zumal, später, auch ein Anbau für die Hochdruckzusatzanlagen geplant war. Die Niederdruckhilfsanlage, 1939 beendet, befand sich direkt im Anschluss an das Hauptgebäude neben den Kesseln 8 und 10, die sie bediente.
Erneut war es ein Krieg, diesmal der Zweite Weltkrieg, durch den die Montage und Fertigstellung des Hochdruckgebäudes in Verzug gerät. Die drei Dampfkessel, die planmäßig 1940 funktionsbereit sein sollten, konnten erst im Folgejahr, nachdem die Anlagen funktionstüchtig waren, in Betrieb genommen werden. Kessel 12 im März, Kessel 13 einen Monat darauf und der Kessel Nummer 14 im August 1941.
Auf Niederdruck konnten die Dampfkessel keinen zufriedenstellenden Wirkungsgrad erreichen; die Hochdruckhilfsanlagen mussten aufgestellt und die Turbinen angepasst werden. Der Raum dafür entstand im Niederdruckkesselsaal, weshalb 1943 die Kessel 1 und 2 abmontiert wurden. Außerdem war es schwierig, die Turbosätze 2 und 3 für Hochdruck auszulegen, zumal die Bestellung beim deutschen Fabrikant an der in ganz Europa wegen des Zweiten Weltkrieges herrschenden Handelssperre scheiterte.
Das Umrüstungsmaterial traf 1942 endlich ein, was ermöglichte, ein Jahr später elektrische Energie unter Hochdruck zu erzeugen. 1943 begannen die Kessel 12 und 13 den Turbosatz Nummer 2 zu speisen und, 1944, der Dampfkessel 14 den Turbosatz 3.
Wegen des Krieges stieg der Preis der Kohle, während sich ihre Qualität verschlechterte. In nur sechs Jahren (1939–1945) erhöhten sich die Kosten infolgedessen um ein Vierfaches. Andererseits stieg auch die Stromproduktion schrittweise an, mit jährlich höheren Wachstumsraten bis auf einen Höchstwert von 52.200 kW und einer Rekordquote von 216 Millionen kWh im Jahre 1950.
Aufgrund der Überteuerung der Kohle, hat man die drei Hochdruckdampfkessel zur Befeuerung mit Rohöl (Dieselkraftstoff), ein Erdölderivat billiger als Kohle, umfunktioniert. Der Tank für diesen Flüssigbrennstoff mit 8000 m³ stand am Kohlelagerplatz.

##### Der Dampfkessel 15
Infolge des technologischen Fortschritts, plante die Stromgesellschaft CRGE 1944, die Alternatoren und veralteten Dampfkessel gegen neue, den Anforderungen der damaligen Zeit besser angepasste auszutauschen. Wegen des rapiden Anstiegs des Stromkonsums wurde der Erweiterungsplan später zum Bauprojekt einer neuen Produktionsstätte umgeändert. Mit anderen Worten, man plante die Errichtung eines neuen Dampfkraftwerkes. Noch im gleichen Jahr wurde die landesweite Elektrifizierung gesetzlich geregelt, wobei sich eine Wende der portugiesischen Energiepolitik zugunsten der Stromgewinnung durch Wasserkraft abzeichnete. Nicht im Einklang mit dieser Gesetzgebung, wurde dem Projekt eines neuen Dampfkraftwerks nicht stattgegeben. Nach mehrmaligen Einsprüchen, bekam CRGE 1948 endlich die Genehmigung für einen minimalen Ausbau der „Central Tejo“, was den Erwerb und die Installation eines neuen Dampfkessels, den Kessel Nummer 15 möglich machte.
Ebenfalls von der Firma Babcock & Wilcox wurde er neben dem Kessel Nummer 12 aufgestellt. Dazu musste eine Fassade abgerissen, die neue Fläche betoniert und die neue Metallstruktur stilgemäß mit Backstein verkleidet werden. Der Umbau begann Anfang 1950 und nach Fertigstellung Mitte 1951 konnte der neue Kessel angeworfen werden. Zu diesem Zeitpunkt funktionierte das Werk schon nur noch als Hilfszentrale.
Während der fast zehn Jahre, die zwischen der Inbetriebnahme der ersten Hochdruckdampfkessel und des letzten liegen, zeichnen sich bedeutende technologische Fortschritte ab. Der Dampfkessel 15 z. B. kommt schon ab Werk mit Kraftstoffinjektoren (während diese bei den anderen erst nacheinander nachgerüstet worden waren), der Wanderrost lag tiefer, die Leitwarte war funktioneller beim Anzeigen und Speichern der Betriebsfunktionen des Kessels, die Aschenbehälter verfügten über sechs Mahltrichter, um die Asche und Kohlenreste auszustoßen (nicht nur drei) und sind auch insgesamt kleiner.

#### Anschluss an das nationale Stromnetz
Die Gesetzgebung bezüglich der nationalen Elektrifizierung (Lei de Electrificação Nacional) gab der hydroelektrischen Stromgewinnung absoluten Vorrang und setzte sich für eine Vereinheitlichung der Verteilung über ein landesweites Versorgungsnetz ein. Vor diesem Hintergrund wurde die „Central Tejo“ 1950 als Ersatzstromwerk abgestuft und nahm fortan eine zweitrangige Position als Hilfskraftwerk ein, was unvermeidlich den Beginn ihres allmählichen Verfalls besiegelte.
Tatsächlich war am 21. Januar 1951 die offizielle Einweihung des Staudamms Castelo do Bode, das erste große Wasserkraftwerk, eines der vielen, die im Projekt der Elektrifizierung Portugals für die Stromerzeugung für die großen Konsumzentren wie der Großraum der Städte Lissabon und Porto vorgesehen waren. Von da an funktionierte die „Central Tejo“ nur noch als Hilfsstromwerk zur Unterstützung des Versorgungsnetzes in trockenen und wasserarmen Jahren. Trotzdem produzierte sie weiterhin Elektrizität, wenn auch nur mit einer Turbogruppe und zwei Hochdruckkesseln.
Von 1951 bis 1968 war die Zentrale alle Jahre in Betrieb, außer 1961. Aufgrund der Wasserknappheit war 1953 ein besonders schwieriges Jahr, weshalb sie praktisch das ganze Jahr über funktionierte, oft extrem überlastet, nicht nur um den Bedarf ihres Verteilernetzes zu decken, sondern um das nationale Netz zu ergänzen. In den sechziger Jahren wurde dann die komplette Niederdruckanlage demontiert.
Die letzten Produktionsaufzeichnungen der Zentrale stammen vom 14. August 1972, was mit einer Aktion der politischen Widerstandsbewegung gegen das damals regierende Staatsregimen zusammenhängt. Bei einem Anschlag am 9. August wurden die Hochspannungsleitungen sabotiert und die Stromversorgung der Stadt unterbrochen; eine Woche lang musste das Dampfkraftwerk „Central Tejo“ einspringen und Elektrizität erzeugen, um den Ausfall auszugleichen und das Lissabonner Stromnetz zu speisen. Die früheren Werksangestellten, viele schon in Rente, wurden aufgefordert, ihr Wissen und ihre Erfahrung nochmal dazu einzusetzen, um die Anlage anzufahren und den Dampfkessel 15 ein allerletztes Mal mit Kohle zu feuern. Auf diese Weise konnten 1.200.678 kWh produziert werden, ein Fünftel des Tagesbedarfs der „CRGE“. Zurück blieb der letzte Eintrag im Register – das jahrzehntelange Gerumpel und Gewackel, die charakteristischen Geräusche und Vibrationen des Elektrizitätswerks verstummten für immer.
Offiziell wurde die „Central Tejo“ 1975 geschlossen und ausgemustert.

## Museu da Electricidade (Lissabon)
Nach der Stilllegung und Verstaatlichung der Stromgesellschaft beschloss man, dieses alte thermodynamische Kraftwerk durch Nutzung für kulturelle Zwecke zu neuem Leben zu erwecken. 1986 wurde die erste Arbeitsgruppe für die Gründung des Museums gebildet, das 1990 der Öffentlichkeit seine Tore öffnen konnte.
Zwischen 2001 und 2005 unterging das Museum einer tiefgreifenden Restrukturierung nicht nur bezüglich der Sanierung der Gebäude, sondern auch hinsichtlich seiner inhaltlichen Aufmachung. 2006 konnte das Museum endlich seine Wiederöffnung mit einem gänzlich neuen museologischen Konzept feiern, dynamisch, mit betont pädagogischer Ausrichtung.
Aufgrund seiner kulturellen und multidisziplinären Auslegung werden dem Besucher die unterschiedlichsten Veranstaltungen geboten; von der Hauptausstellung des Museums, die anhand der Originalmaschinerie der ehemaligen „Central Tejo“ den Betrieb und die Arbeitsbedingungen der Kraftwerk-Fabrik erklärt, bis zu verschiedensten Zeitausstellungen (Gemälde, Skulpturen, Fotografie …) neben didaktischen Nischen mit lehrreichen Spielen zum Thema Energie, oder auch Vorführungen von Solarenergie im Freien, Theateraufführungen, Konzerte, Konferenzen usw.

### Träger
Das Museum ist besitz- und strukturmäßig an die Stiftung EDP gegliedert, welche ihrerseits zum Konzern EDP – Energias de Portugal, SA. gehört.

## Das Bauwerk
Der Gebäudekomplex Central Tejo ist heute ein Industriedenkmal. Die umfangreiche Fabrikanlage aus der ersten Hälfte des 20. Jahrhunderts wurde daher zum Museum umfunktioniert. Die Backsteinfassaden betonen das einheitliche Erscheinungsbild des Gesamtbaus, unterscheiden es von allen anderen umstehenden Bauwerken und verleihen ihm eine ganz eigene, charakteristische Gestalt. Getragen wird das große Gebäude der „Tejo-Dampfzentrale“ jedoch von einer stützenden Eisenstruktur – wie von einem inneren Skelett.

### Primitiv Central Tejo
Ursprünglich existierte an dieser Stelle eine kleine „Stromfabrik“, die alte „Central Tejo“, im Volksmund auch „Central da Junqueira“ benannt, nach einer gleichnamigen Straße in der Nachbarschaft. Von dieser früheren Produktionsstätte, nach dem Projekt des Ingenieurs Lucien Neu von den Architekten Charles Vieillard und Fernand Touzet 1909 errichtet, ist nichts übriggeblieben. Ihre betont modernistische Tendenz beschränkte die dekorativen Elemente hauptsächlich auf die Nord- und Südfront. Auf der Westseite des Haupttrakts reihten sich drei Hallen für die Dampfkessel. Markenzeichen dieser „Ur-Zentrale“ waren die schlanken Schornsteine, einer aus Ziegelstein, der andere, in umgekehrter Trichterform, aus Eisen.
Die Nord- und Südseite der Haupthalle, wo sich die Generatoren befanden, waren in ihrer Ornamentik ähnlich anderer damaliger Architekturprojekte aus Eisen, wie Bahnhöfe und Markthallen, im Stil der Moderne gestaltet, deren Einfluss damals gerade auch in Portugal sich abzuzeichnen begann. Dreigeteilt durch Pilaster, mit schmalen horizontalen Zackenfriesen, und, darüber, einem breiten Ziergiebel.
Rechts und links zwei untereinander angeordnete Öffnungen: die untere mit Fenstersturz, die obere mit Segmentbogen überspannt. Im mittleren Segment, breiter als die seitlichen Sektionen, ein enormes Fensterjoch über die gesamte Vorderfront, das vom Sockel bis in den Giebel hinein reichte, so dass dieser nach oben hin noch einen Absatz bildete. Die mit Kacheln dekorierte Rundbogenrahmung trug die Inschrift: 1909 / Cªs Reunidas de Gaz e Electricidade / Estação Eléctrica Central Tejo (1909 / Vereinte Gas- und Stromwerke / Elektrizitätswerk Central Tejo).
Vom Ende des 19. Jahrhunderts stammten die Industriehallen der ehemaligen Zuckerraffinerie neben dem Kraftwerk, damals im Besitz der Companhia de Açúcar de Moçambique. Diese wurden dazugekauft, als man mit dem Abbruch der alten „Tejo-Dampfzentrale“ begann. Dabei handelte es sich um eine kleine Fabrik ohne besondere Ausschmückungen, dafür jedoch einer sehr eigenartiger Form, die sich aus zwei länglichen Sägedachbauten, einer Art Turm, der in der Mitte als Silo diente, sowie vier doppelhängig gedeckten Querhallen auf der Westseite zusammensetzte. Alle Fensteröffnungen waren durch Segmentbögen und Backsteinrahmung gestützt.

### Gebäude der Niederdruckproduktion
Die Konstruktion des Gebäudes für die Niederdruckanlage startete Mitte des ersten Jahrzehnts, wenn auch bis 1930 immer noch verschiedene Erweiterungen vorgenommen wurden. Vom modernistischen Baustil (in Portugal unter der Bezeichnung „Arte Nouveau“) geprägt, besteht es aus einer Eisenstruktur, ausgemauert mit dem typischen Ziegelbackstein, der später auch bei der Errichtung der Hochdruckmaschinenhalle verwendet wird.
Mehrere Werkshallen, drei gleich große und eine vierte, etwas größere, mit Satteldach, bilden einen hellen, stützenfreien Innenraum, den ehemaligen Kesselsaal. Quer dazu auf der Ostseite, zwei weitere Fabrikhallen, ebenfalls modernistisch, wenn auch die weiter entfernte der Unterstation kein doppelhängiges Dach besaß.
Auf den relativ niedrigen Fassaden stechen die hohen vertikalen, von Rundbögen gerahmten Fenster hervor. Darüber eine Art Frontispiz mit betont versetzten Kanten und abschließendem Sturz. Entlang des unteren Sockels, welcher die restliche Fassade zu „stützen“ scheint, war der Backstein überputzt. Rahmenförmige Segmentbogenvorsprünge simulieren Fenster (manche waren es tatsächlich).
Besonders erwähnenswert ist die Vorderansicht des Maschinensaals. Auf den Fluss gerichtet, bietet sie, vielleicht gerade deshalb, von allen Ansichten die modernistischsten Facetten, ohne jedoch die ästhetische Gesamtgestaltung zu verletzen. Der Sockel unterscheidet sich durch seine Werksteintäfelung oberhalb der Rohschicht, die bogenförmigen Fensteröffnungen durch einen Schlussstein.
Auf Höhe der Backsteinverkleidung streben drei extrem hohe Rundbogenfenster aufwärts, das mittlere etwas größer als die anderen. Die durchlaufende rahmenartige Einfassung, jeweils mit Schlussstein am Bogenscheitel, zieht sich entlang der gesamten Südfront und Seitenwände. Der Fassadengiebel ist, ähnlich einem lombardischen Rundbogenfries, mit Backsteinbordüren ausgeschmückt. Wie zwei Kirchtürmchen ziehen sich Pilaster an der Wand nach oben.
Die Längsfassaden, durch hohe Pfeiler in drei Sektionen geteilt, offenbaren ein harmonisches Gesamtbild, mit jeweils drei Hochfenstern, die eine durchgehende Borte entlang der gesamten Seitenfront rahmt. Darüber viereckige Fenster, die so aneinandergereiht wie eine abschließende Zierleiste wirken.

### Gebäude der Hochdruckproduktion
Der klassizistische Einfluss differenziert die Ornamentik des Hochdruckgebäudes von der am Niederdruckbau. Die dekorativen Elemente gewinnen an Größe und Monumentalität. Aber auch hier kommt die Backsteinverkleidung zur Anwendung. Wie schon bei der Halle der Niederdruckdampfkessel fügt sich auch hier die innere Tragedecke zwischen Kessel- und Aschenraum aus einem Backsteinrundbogengewölbe mit parallelen Halbkuppeln zusammen, mit dem Unterschied, dass die der Niederdruckproduktion aus Keramik und die der Hochdruckphase aus Stahlbeton waren.
Das Gebäude wurde in den vierziger Jahren errichtet und spiegelt, beeinflusst durch den Klassizismus der Renaissancepaläste, den Zeitgeist und das autoritäre Umfeld des dortmaligen Portugals wider.
Seine Struktur ist, in der Tat, ein technisches Meisterwerk, ein Exponent der Eisenarchitektur, in Lissabon ohnegleichen. Sie hält nicht nur das Backsteinmauerwerk, sondern dient gleichzeitig als Tragwerk der Dampfkessel sowie stützende Halterung für die Kamine und das Wasserdepot auf dem Dach.
Vom ästhetischen Standpunkt aus betrachtet, ist die Fassade mit dem Baumuster eines Renaissancepalastes vergleichbar, unterteilt in Sockel, Pilaster und Gebälk. Die Hauptfassade besitzt drei große Längsfenster im Rundbogenstil mit abschließendem Mittelstein und Zierleisteneinfassung, die sich über die ganze Front erstreckt; dazwischen hohe Wandpfeiler, vom Sockel bis in den obersten Giebel.
Dort verlaufen zwei unabhängige Friese. Das untere mit gerahmten Einbuchtungen; das obere, in gleicher Anordnung, aber mit Fenstern in den umrahmten Feldern.
Näher am Niederdruckkomplex steht ein kleiner Turm, und alles überragend die vier Kamine des Hochdruckkessels sowie unterhalb die Mechanismen für Lufteinlass und Rauchabzug.
Das Bauwerk der Dampfzentrale „Central Tejo“ unterscheidet sich von allen Gebäuden im Umkreis, nicht nur aufgrund seiner imposanten Monumentalität, sondern natürlich der typischen Backsteinästhetik. Kaum zu glauben, dass es ehemals eine „Stromfabrik“ war.

## Funktionsbeschreibung des Dampfkraftwerks
Das Funktionsprinzip eines thermodynamischen Kraftwerks basiert auf der Verfeuerung eines Brennstoffes, um Dampf zu erzeugen, der einen Wechselstromerzeuger aktiviert. Theoretisch scheint das recht einfach, erfordert jedoch eine komplexe Anlage von Maschinen, Leitungssystemen und logistischer Vorrichtungen.
Aufgrund der damaligen Umstände war die Stromerzeugung in der „Central Tejo“ etwas problematisch. Man benötigte unter anderem ein komplexes internes Umlaufsystem für Wasser und Zuluft, wie auch für die Aufbereitung des fossilen Brennmaterials, was im Fall dieses Kraftwerks hauptsächlich aus Kohle bestand.

### Kohle
Die mit Kohle beladenen Frachter stammten großteils aus Großbritannien, fuhren flussaufwärts und legten direkt auf Höhe der Dampfkraftzentrale an; über schmale Stege zwischen Schiff und Kai wurde die Kohle entladen und im Kohlelager “Praça do Carvão” auf verschiedene Haufen gestapelt.
In Förderwagen wurde die Kohle von den Lagerhalden bis zum Sieb und der Kohlemühle des Feuerungssystems geschoben. Eine Art Schaufelradsystem beförderte sie hinauf in die Mischsilos. Dort lagerten verschiedene Kohlearten, damit die Brennmaterialmischung für eine ideale Feuerung der Kessel abgestimmt werden konnte.
Gut gemischt ging es dann per Hebeschaufeln weiter nach oben bis zur Förderanlage des Feuerungssystems oberhalb des Brennerraums. Von hier fiel die Kohle in die Schürvorrichtung und durch Schüttrohre auf den Wanderrost im Innern des Kessels, wo sie langsam zu brennen beginnt und Temperaturen von ungefähr 1200 °C erreichte.

### Die Kreisprozesse des Dampfkessels
Die Dampfkessel bestanden grundsätzlich aus drei Kreisprozessen: Wasser–Dampf, Luft–Rauch und Asche. Die Funktionen jedes dieser Zyklen waren essentiell für den Gesamtablauf und ergänzten sich gegenseitig. Die Aufgabe des Kreisprozesses Wasser–Dampf war es, das Wasser von seinem flüssigen Zustand in Dampf zu verwandeln; die ideale Nutzung des Kreisprozesses Luft–Rauch beeinflusste die Rentabilität des Kessels; schließlich das Abteil Asche, wo nicht nur die durch Verbrennung erzeugte Asche, sondern auch noch unverbrannte Kohlenreste entsorgt wurden.
Das für die Dampferzeugung nötige Wasser wurde aufbereitet und floss über ein geschlossenes Leitungssystem durch den Vorwärmer von hinten in den Speisewasserbehälter, die „Trommel“ (port.: „Barrilete“), oberhalb des Kessels. Sie galt als Verbindungsglied, da sie gleichzeitig Wasser und Dampf speicherte. Von dort aus rann das Wasser auf der Innenseite der Brennkammer in den sogenannten Bailey-Wänden des Wasserrohrkessels nach unten. Diese waren aus Gusseisen und so konzipiert, dass sie die Hitze konstant hielten, während das in vielen vertikalen Rohren zirkulierende Wasser verdampfte. Diese Mischung von Dampf und Wasser stieg erneut zur Trommel, von wo der Dampf zum Überhitzer strömte, einer ebenfalls im Innern der Brennkammer liegenden Gruppe von Rohren. Der hohe Druck (38 kg/cm² und 450 ˚C im Höchstdruckmoment) setzte den feuchten Dampf in trockenen (also oberhalb der kritischen Temperatur) um. So konnte er den Dampfturbinen im Maschinenhaus zugeleitet werden.
Luftzufuhr ist für die Kohlefeuerung ebenso wichtig wie Wasser und Wasserdampf. Der Hauptteil des Saugzuggebläses befand sich auf der Rückseite des Kessels. Um die hohen Temperaturen der austretenden Warmluft zu nutzen, wurde diese durch ein Vorabsaugrohr zum Luftvorwärmer geblasen und von hier durch einen Ventilator zum Wanderrost geleitet, um dort die Flammen anzufachen. Der erzeugte Rauch wurde von Rauchabzügen durch die Schornsteine ausgestoßen, nachdem zuvor die Restwärme zur Feuerung abgeleitet und zur Reduktion der Schadstoffe gefiltert wurde.
Der letzte Stoffkreislauf, der der Asche, spielte sich unter dem Dampfkessel ab. Hier befanden sich jeweils drei V-förmige Behälter zum Abfangen der unverbrannten Kohle, der nur teilweise verbrannten Asche und der Kohlenasche. Die Wanne unter den Fallrohren, d. h. am Anfang des Brennrostes, sammelt jene Kohlestücke, die bei der Einspeisung das Band verfehlen; die mittlere die halb verkohlten, die durch Vibrationen des Dampfkessels vom Wanderrost fallen; das so wiedergewonnene Brennmaterial kommt zurück zum Lagerplatz und wird erneut in das Speisungssystem integriert. Der dritte und letzte Aschetrichter unter dem Kesselrostende war mit einem Schredder ausgestattet, der Wasser untermischte, um die Kohleasche abzukühlen und zu erweichen. In Waggons wurde diese dann nach draußen auf den Kohlelagerplatz zum Aschedepot gekarrt.

## Wasseraufbereitung
Wie schon erwähnt, wurde den Dampfkesseln in einem geschlossenen Leitungssystem nur Reinwasser zugeführt. Entgegen der naheliegenden Annahme, in der Zentrale wurde Flusswasser vom Tagus für die Verdampfung verwendet, wurde Leitungswasser aus dem städtischen Versorgungsnetz (wie auch von einem Bohrbrunnen auf dem Gelände des Kraftwerks) verbraucht. Vom riesigen Depot auf dem Hochdruckkesselhaus, dem sogenannten „Castelo de Água“ (= Wasserschloss), wo das Wasser gespeichert wurde, kam es in das Wasserhaus „Sala de Água“. Hier wurden drei Vorgänge durchgeführt: Die Wasseraufbereitung, das Vorwärmen und das Pumpen.
Die Behandlung des Wassers ist von ganz entscheidender Bedeutung, zumal dessen Unreinheiten, schädliche Inhaltsstoffe sowie darin gelöste Gase zu Korrosion und Lecks in Leitungen und Turbinen, wie auch zur Oxidation der Rohre führen. Außerdem können Ablagerungen und Bildung von Kesselstein an Eisen und Stahl die Anlage beschädigen und die Effizienz des Kraftwerks mindern. Deshalb musste alles für das Kraftwerk bestimmte Wasser vorher im Labor untersucht und einem komplexen Aufbereitungs- und Vorbehandlungsprozess unterzogen werden, u. a. Klären, Filtern, chemische Abgasung usw. vor seiner Speisung in das System in Form von purem H2O.
Um den Wirkungsgrad der Verfeuerung zu steigern, wurde das so aufbereitete Wasser noch vorgewärmt. Dafür nutzte man den zurückgewonnenen Turbinenabdampf. Bei diesem Wärmeaustausch im Vorwärmer ergeben sich Temperaturen von bis zu 130˚C. Anschließend musste das Reinwasser nur noch unter einen bestimmten Druck gesetzt werden, bevor es in den Dampfkessel gespeist werden kann. Das überneahmen die Pumpen im Wasserraum mit einem Druck von 52 kg/cm², ausreichend, um den Gegendruck der Kesseltrommel zu überwinden.

### Turbogeneratoren
Der erzeugte Heißdampf strömt unter Hochdruck (38 kg/cm²) zum Turbo-Wechselstrom-Aggregat, wobei er die aufgenommene Energie in Form von Bewegungsenergie an die Dampfturbine abgibt, und die Energie wiederum vom angekoppelten Generator in Elektrische Energie gewandelt wird. Ein Turbogeneratorsatz besteht aus einer Turbine und einem Wechselstromgenerator, daher der Name Turbogenerator.
Die Turbine verfügt über acht Räder mit zwei Schaufelkränzen sowie weitere sieben mit jeweils nur einem Kranz. Durch das Einlassventil gelangt der Kesseldampf in das Verteilerdepot im Turbinengehäuse. Durch die von Einspritzdüsen gesteuerte Öffnung fließt er von hier weiter durch das Venturi-Rohr und erreicht den ersten Radkranz mit ausreichend Energie, um die Turbine auf 3000/min zu beschleunigen. Bei den folgenden Rädern sinkt der Druck des Dampfes allmählich, um sich dem Kondensator anzugleichen, bei jedoch konstanter Strömungsgeschwindigkeit.
So werden die Turbinenräder in Bewegung gesetzt, die ihrerseits über ein Triebwerk den Wechselstromgenerator zum Drehen bringen und dadurch elektrische Energie zur Verteilung an die Verbraucher, aber auch für den Eigenbedarf der Zentrale erzeugen. Der sternförmig gespulte Wechselstromerzeuger erbringt 10.500 V Dreiphasenstrom mit einer Frequenz von 50 Schwingungen je Sekunde (Hz). Der Erregerstrom des Generators wird von einer Erregermaschine produziert, ein direkt an die Hauptstation angekoppelter Gleichstromgenerator, der bei voller Leistung eine Spannung von 170 Volt und eine Stromstärke von 340 Ampere erbringt.
Die von den jeweiligen Generatorblöcken erzeugte Energie wird zum Ausgangsbus geleitet. Jeder Sammelbalken oder Schiene ist für ein Umspannwerk bestimmt. Von dort wurden die verschiedensten Kunden beliefert. Außer dem Hauptsammelbalken, ausgelegt für ein Umspannanlage mit 10 kV Leistung, für das Stromnetz der Stadt Lissabon, gab es noch zwei weitere Sammelbalken, einen mit 3,3 kV und der andere mit 30 kV. Der erste und ältere dieser beiden Ausgangsbusse speiste die zugehörigen Hilfsantriebe der Zentrale, vom zweiten mit 30 kV gingen zwei Leitungen ab, eine nach Marvila und von dort weiter nach Vila Franca de Xira, während die andere direkt nach Santarém führte, um die Industrieanlagen flussaufwärts entlang dem Tagus zu versorgen.

### Kondensatoren
Nachdem der heiße Dampf die Turbinenschaufeln in Bewegung gesetzt hat, strömt er in die Kondensatoren, um dann, wieder in flüssigem Zustand, erneut in den Dampfkesseln zu verdampfen. Der Abdampf düst in den Kondensator und kondensiert im Kontakt mit den mit kaltem Wasser gefüllten Rohrbündeln im Innern des Abdampfraums. Das Kühlwasser kam vom Tagus. Drei Zufuhrleitungen und ein Rückführungsrohr bildeten ein Siphon, welches das Wasser in die Zuflussrinnen drängte. Dies verhinderte eine Vermischung des Flusswassers mit dem in den Dampfkesseln verwendeten Reinwasser. Denn, wie schon erklärt, das Flusswasser durchströmt die Kühlrohre, während sich der Abdampf im freien Innenraum des Kondensators befindet.
Das durch die Kondensation des Abdampfes entstandene Wasser wird von den Kondensatpumpen angesaugt und erneut zu den Kesseltrommeln des Dampfkessels befördert, nicht ohne jedoch erst die Vorwärmer, Tanks, Speisepumpen und, nicht zuletzt, den Überhitzer zu durchlaufen. Die Rückgewinnung des kondensierten Abdampfes und Wiederverwendung als Speisewasser für die Dampfkessel schließt den Wasser-Dampf-Zyklus eines thermodynamischen Kraftwerks, und als solches war „Central Tejo“ keine Ausnahme.

## Arbeitsverhältnisse im Elektrizitätswerk
Da die Stadt durchgehend Strom benötigte, durften die Dampfkessel nie ruhen. Deshalb wurde ein Arbeitsregime rund um die Uhr eingeführt, mit drei sich abwechselnden Schichten: von 0h00 bis 08h00; von 08h00 bis 16h00 und von 16h00 bis Mitternacht. Die kontinuierlichen Leistungssteigerungen und Erweiterungen des Stromkraftwerks erforderten immer mehr Arbeitskräfte, besonders in Kriegszeiten. In den vierziger Jahren belief sich die Zahl der Angestellten auf ungefähr 550, vom Fachpersonal bis hin zur großen Mehrzahl der unqualifizierten Mitarbeiter, die zwar die einfachsten, aber auch schwierigsten Aufgaben verrichteten.

### Arbeitseinteilung
Das Dampfkraftwerk „Central Tejo“ war eine äußerst komplexe Industrieanlage. Aufgrund der großen Anzahl von Beschäftigten bedurfte es einer hierarchisch gegliederten Funktionsstruktur, aufgeteilt nach den jeweiligen Fabrikhallen, wo es neben Schwerstarbeit auch körperlich leichtere Tätigkeiten zu erledigen hieß. Die Arbeiter am Dampfkessel hatten es zum Beispiel schwerer als jene, die diesen von der Leitwarte aus bedienten.
Es gab zirka 45 Aufgabenbereiche in der Stromzentrale, in der Produktionskette, wie die der sogenannten „Alcochetanos“ beim Abladen, bis zu den handwerklichen Jobs in den Werkstätten und den Elektrikern in der Unterstation.
Funktionsbereiche der Dampfzentrale:
- Das Kohlelager: hier befanden sich die Arbeiter zum Abladen und Verteilen der Kohle. Die “Alcochetanos” waren zuständig für den Transport der Kohle von der Barkasse zum Lagerplatz. Es handelte sich um spezifisch hierfür angestellte Zeitarbeiter, großteils Männer und Frauen von Alcochete, einem Ort am gegenüberliegenden Flussufer Tagus. Sie kamen zum Kohleverladen, transportierten diese an Land und schichteten sie, je nach Herkunftsland, auf verschiedene Haufen.

Am Kohlelager, bezeichnet als “Praça”, übernahmen die sogenannten “Homens da Praça” (Lagerarbeiter) die Beförderung der Kohle bis hin zur Förderanlage des Feuerungssystems.
An einem normalen Produktionstag bestand eine Schicht aus 16 Mann, einschließlich Vorarbeiter, Verantwortliche für die Instandhaltung der Maschinerie und der Kontrolle der Förderschaufeln und Kippvorkehrung.
- Kesselsaal: hier wurden die meisten Arbeitskräfte benötigt: neunzig Leute zwischen 08h00 und 17h00, dreißig während der restlichen Zeit. Jede einzelne Position trug entscheidend zum guten Funktionieren des Dampfkessels bei.

Der Chefingenieur überwachte die Kessel mit Hilfe von zwei Handlangern, die ihm direkt unterstellt waren. Am Kontrollkommando der Kessel stand der Kapo Heizmeister (port.: „fogueiro“), der vom Schaltpult aus die Dampferzeugung steuerte, während der 2. Heizer vom Kessel oben aus Anweisungen runterrief. Während der Kesselheizer die Qualität der Feuerung kontrollierte, schob der Schieber (port.: „chegador“) die unverbrannte Kohle von hinten wieder hinein, um zu verbrennen und nicht den Schürrost zu blockieren.
- Die Äscher (port.: „cinzeiros“): im Aschebunker unter den Kesseln befanden sich die zuständigen Arbeiter für die Entsorgung der Asche. Ihre Aufgabe bestand darin, die Asche aus den Silos zu leeren und nach draußen zu verfrachten.

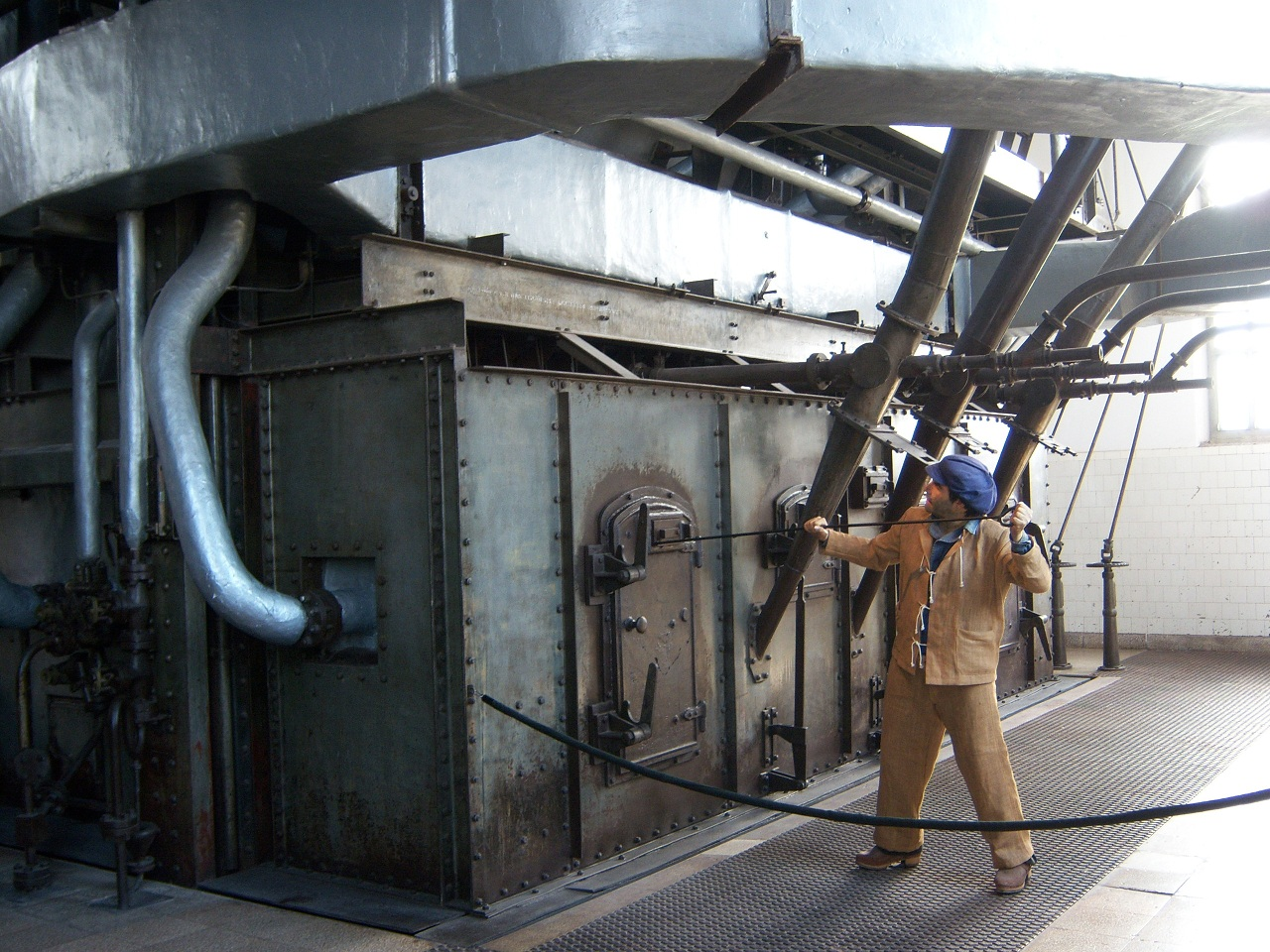
Mannequin eines Heizers, der die Kohle von hinten in die Mitte des Hochdruckdampfkessels schiebt.

- Maschinensaal und Hilfsantriebe: Tagsüber arbeitete hier eine etwa 15-köpfige Belegschaft, vom technischen Ingenieur, zum Maschinenführer sowie Fachpersonal für die Wasseraufbereitung, Putz- und Wartungskolonne.
- Unterwerk: hier war der Einsatzbereich der Elektriker, welche das Umspannwerk unter ihrer Aufsicht hatten, seine elektrischen Anlagen wie Transformatoren, Leistungsschalter usw.
- Erwähnenswert sind außerdem einige ergänzende Tätigkeitsbereiche wie das Labor, die Werkstatt, der Zeichensaal und die Lagerhallen. Die Elektrikerwerkstatt übernahm die Wartung der gesamten elektrischen Infrastrukturen der Zentrale, die Schreinerei und die Schmiede stellten die Gussformen, Möbel und die verschiedensten Ersatzteile für die Reparaturen des Kraftwerkes her. Etwa 50 Beschäftigte waren hier von 8h00 bis 17h00 tätig.
- Darüber hinaus gab es einen Sicherheitsdienst (vier Wärter je Produktionsschicht) sowie Sachbearbeiter im Verwaltungsbereich.

### Arbeitsbedingungen
Die Arbeitsbedingungen in der Dampfzentrale „Central Tejo“ (wie in allen thermoelektrischen Kraftwerken damals) waren sehr hart. Dies galt besonders für das Kohleabladen, die Arbeit am Dampfkessel, die Ascheentsorgung, die Säuberung der Kühlsysteme und Schlackebehälter. Die Lebensqualität der Arbeiter war an heutigen Maßstäben gemessen, schlecht.
Die große Hitze und das Einatmen von Staub und Gasen sind hier wesentlich.
Besonders schwer hatten es die „Äscher“, wo sehr hohe Temperaturen herrschten. Das Entnehmen der Asche war von allen die beschwerlichste Aufgabe, in einer Atmosphäre von Abgasen, Schlacke und noch glühender Asche, die, oft per Hand eingesammelt, auf Waggons zum Kohlelager gekarrt wurde, um dort in die Aschebehälter geleert zu werden. Die riesigen Temperaturunterschiede erschwerten die Arbeit des Abtransports der Asche nach draußen umso mehr.

### Soziale Aspekte
Als eines der größten Unternehmen Portugals mit Tausenden von Angestellten landesweit, hat “Companhias Reunidas de Gás e Electricidade (CRGE)” (Vereinigte Gas- und Stromwerke) zugunsten seiner Angestellten sozialpolitische Maßnahmen umgesetzt. Zu den wichtigsten zählten:
- Errichtung der Arbeitersiedlung Camarão da Ajuda, Ende der vierziger Jahre;
- Einrichtung von Schulen für die Kinder der Angestellten, aber auch für die Mitarbeiter selbst, mit Unterricht für Kinder, sowie Alphabetisierung und fachliche Ausbildung für Erwachsene.
- Schaffung von ärztlichen Versorgungszentren für die Familien der Mitarbeiter.

## Patrimonialwert

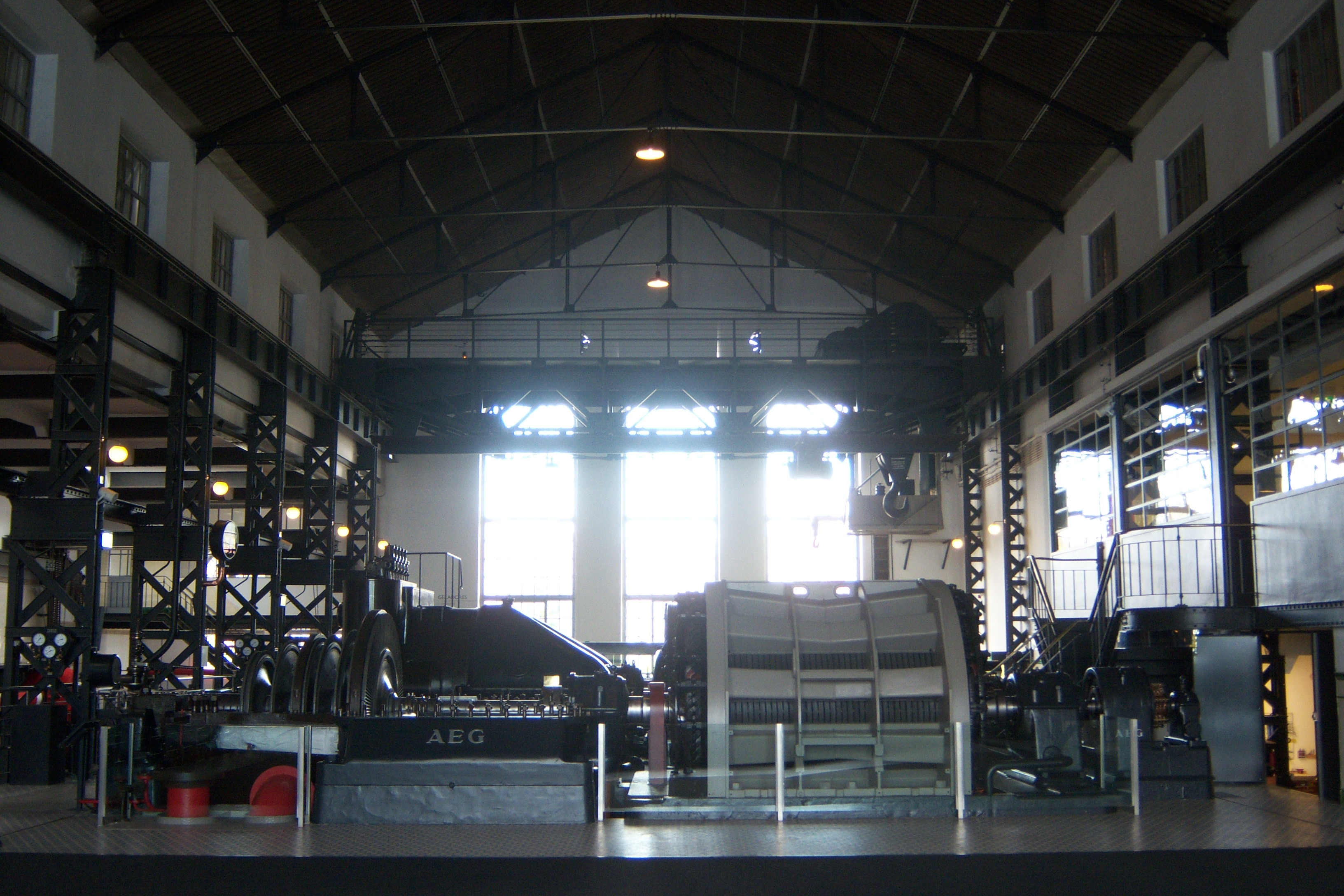
Museumsexponat eines AEG-Turbosatzes im Maschinensaal.

Wie schon erwähnt, stellt das Kraftwerk „Central Tejo“ einen relevanten patrimoniellen Wert dar, nicht allein aus architektonischer oder archäologischer Sicht, sondern auch in Bezug auf seine historische, soziale, anthropologische und wirtschaftliche Bedeutung.
Das hinterlassene Kulturgut jahrzehntelangen Betriebs ist unumstritten. Es war das große Elektrizitätswerk Lissabon und des Landes Portugal bis Mitte des 20. Jahrhunderts. Sein Versorgungsradius reichte für das gesamte Stadtgebiet und das Tagus tal aufwärts, für die Straßenbeleuchtung, den Privatverbrauch und die Energieversorgung der Fabriken. Ohne seine Existenz wäre die Entwicklung Lissabons sicher anders verlaufen. Es stand hinter dem Wachstum und der Expansion der Stadt im 20. Jahrhundert, unterstützte die Industrialisierung der Region und den Bau der ersten elektrischen Bahnverbindung im Lande (Lissabon – Cascais).
Gleichzeitig war das Dampfkraftwerk „Central Tejo“ entscheidend für die Modernisierung der Stadt. Mehrere Generationen arbeiteten unter härtesten Bedingungen an und unter den Dampfkesseln, damit andere in ihren Häusern Licht hatten, des Nachts auf beleuchteten Straßen gehen oder sich bequem mit der Straßenbahn die steilen Hügel Lissabons hochfahren lassen konnten.
Der Gebäudekomplex der Stromzentrale beherbergt ein wertvolles Kulturerbe, das, wenn es gepflegt und erhalten wird, dazu beiträgt, dass dieses alte Kraftwerk der Deindustrialisierung des Stadtteils Belém entkommen und weiterbestehen kann als einzigartiges Industriedenkmal Portugals, vielleicht sogar Europas.
- Immobilien: die Fabrikanlage “Central Tejo” (Kulturdenkmal öffentlichen Interesses seit 1986), mit Bauten von Niederdruckproduktion und Maschinensaal (1914–1930), von Hochdruckproduktion und Wasseraufbereitungstrakt (1938–1951), und die verschiedenen Werkstätten der Pflanze, deren Reihe von Gebäuden (früher aus der ehemaligen Zuckerfabrik aus dem späten 19. Jahrhundert Prinzipien der 20. Jahrhundert), sind nun das Zentrum für Dokumentation und Reserven Museum.

- Mobiler Bestand: aktuell befinden sich im Museum: vier Hochdruckdampfkessel des Herstellers Babcock & Wilcox von 1941 und 1951; zwei Turbosätzen der Marke AEG von 1942. Kondensatoren, Kühler und Trennschalter im Maschinensaal, sowie Wasseraufbereitungsanlagen, Filter, Pumpen und Destillatoren der vierziger Jahre im Wasserhaus, Kohleschaufelräder, Waggons, Silos, Schreiner- und Schmiedewerkzeuge usw.; im Reservelager und Vorgarten: Turbogeneratoren von anderen Kraftwerken, Geschwindigkeitsregler, Ventile, Teile der öffentlichen Straßenbeleuchtung Lissabons, Elektrohaushaltsgeräte der verschiedensten Epochen, Arten und Klassen usw.